# Poecilimon kocaki
Poecilimon kocaki är en insektsart som beskrevs av Ünal 1999. Poecilimon kocaki ingår i släktet Poecilimon och familjen vårtbitare. Inga underarter finns listade i Catalogue of Life.